# Buják
Buják (szlovákul: Bujakov) község Nógrád vármegyében, a Pásztói járásban található. A Novohrad-Nógrád UNESCO Globális Geopark települése.

## Fekvése

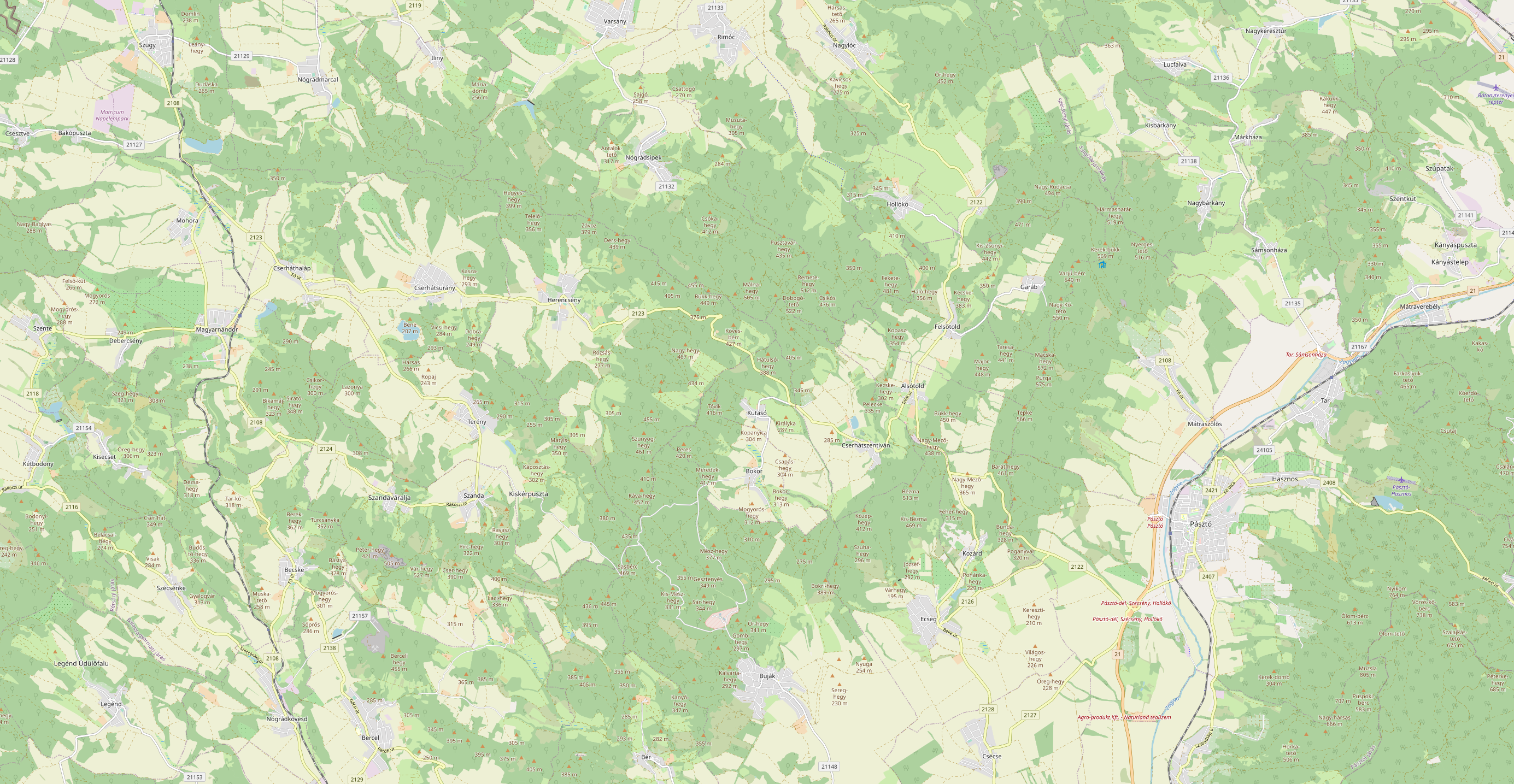
A Cserhát keleti része és Pásztó környéke

A Cserhátban, Pásztótól mintegy 30 kilométerre található zsáktelepülés, amely közforgalom előtt megnyitott úton jelenleg csak délről, Kisbágyon felől érhető el, a 2129-es útból, annak a 21+300-as kilométerszelvénye közelében, északi irányban kiágazó 21 148-as számú mellékúton.
Északi és nyugati szomszédaira, Bokorra és Szandára csak aszfaltozott erdészeti úton lehet átjutni; északkeleti szomszédjával, Ecseggel még ilyen közútkapcsolata sincs, utóbbival csak egy mezőgazdasági út köti össze.

## Története
Nevének eredete tisztázatlan: a Buják szó lehet szláv (magyarul bikát jelent), a Bijan chald kifejezés növényi bujaságot jelent, etimológusok pedig szláv személynévből eredeztetik.
A környék a késő bronzkortól lakott – ilyen leleteket az Ecseg felé vivő út melletti hegyen, az úgynevezett Tarisznya-parton találtak. A honfoglalás idejéből is kerültek elő tárgyi emlékek.
A vár alapjait valószínűleg a tatárjárás után rakták le. A település a 15-16. század fordulóján mezőváros volt.
A török először 1552-ben foglalta el. 1562–63-ban a hűbérbirtokosa bizonyos Szefer, a hatvani helyőrség helyettes parancsnoka volt. Akkor 38 adóköteles házat vettek nyilvántartásba, és 1579-ben is ennyit írtak össze. Az 1633–34. évi számadáskönyvekben a váci nahije községei között szerepelt, de már csak hét adóköteles házzal.
A falu valószínűleg nem pusztult el a törökök kiűzéséig sem, mert lakossága még a 18. század elején is a többi településnél nagyobb és tisztán magyar volt.
A közeli Hényelpuszta, ami a középkorban még önálló falu volt, mostanra majdnem elnéptelenedett. 1715-ben 23, 1720-ban 24 magyar háztartást vettek számba a helységben. 1745-ben Mária Terézia királynő Esterházy Pál Antalnak adományozta, és ettől fogva az Esterházy hercegek birtoka volt egészen 1848-ig. Napjainkban Hényelpuszta Buják külterülete, körülbelül 20 fős lakossággal.
1873-ban kolera pusztított a faluban.
A 19. század közepén Deutsch Bernát (1826–1893) lett a birtokos, tőle 1884-ben gróf Károlyi Gyula vette meg a földet. A századforduló idején a legnagyobb birtokos gróf Pappenheim Siegfriedné gróf Károlyi Erzsébet (Károlyi Mihály testvére, Károlyi Gyula leánya) volt. Ebben az időben a falu külterületei:
- Nádasd-puszta,
- Szamkó-puszta,
- Aranykút-major és
- Galambos-telep voltak.

A grófnő a vár alatt 30 szobás vadászlakot építtetett, a 446 méter magas Fekete-hegy (Sasbérc) csúcsára pedig négyemeletes, négyszög alaprajzú kilátótornyot. A vadászház 1947 óta üdülő, a kilátótornyot elhanyagolták, megrongálódott, de 2004-ben nemzetközi önkéntesek részvételével felújították. Hétvégeken a sasbérci kilátó látogatható.
A 20. század elején Nógrád vármegye Sziráki járásához tartozott.
1910-ben 2287 lakosából 2278 magyar, ebből 2202 római katolikus, 44 evangélikus, 32 izraelita volt.

## Közélete

### Polgármesterei
- 1990–1994: Patkós István (független)[3]
- 1994–1998: Patkós István (független)[4]
- 1998–2002: Patkós István (független)[5]
- 2002–2006: Kodák Csaba (független)[6]
- 2006–2007: Kodák Csaba (független)[7]
- 2007–2010: Kodák Csaba (független)[8]
- 2010–2014: Kodák Csaba (független)[9]
- 2014–2018: Borbély Gábor (független)[10]
- 2018–2019: Borbély Gábor (független)[11]
- 2019-2024: Borbély Gábor (független)[12]
- 2024- : Borbély Gábor (független)[1]

A településen a 2006. október 1-jén megtartott önkormányzati választás érdekessége volt, hogy az országos átlagot jóval meghaladó számú, összesen 9 jelölt indult a polgármesteri posztért. Ilyen nagy számú jelöltre abban az évben az egész országban csak három másik település (Abda, Bőcs és Mezőfalva) lakói szavazhattak, ennél több, 10 aspiránsra pedig egyedül Csonkahegyháton akadt példa.
Ugyanebben az önkormányzati ciklusban, 2007. július 22-én időközi polgármester-választást kellett tartani Bujákon, mert az addigi faluvezetőnek 2007. április 13-ával megszűnt a polgármesteri pozíciója, a tisztséggel összefüggő bűncselekmény miatt. Kodák Csabát azért marasztalta el a bíróság, mert még 2002-ben magánokirat-hamisítást követett el – akkori jegyzője nevében intézkedett, amihez nem volt joga. A választójogi törvény szerint azonban az időközi választáson újra indulhatott, amit meg is tett, sőt meg is nyerte a választást.
A bujáki időközi választás eredménye a továbbiakban még a Legfelsőbb Bíróságot is megjárta, mert Kodák Csaba egyik politikai ellenfele kampánycsendsértést látott abban a tényben, hogy az MTV teletextje a választás napján csak Kodák jelöltségét említette, hozzátéve, hogy büntetett volta ellenére indulhat a választáson. A Legfelsőbb Bíróság megállapította ugyan a kampánycsendsértés tényét, de arra jutott, hogy az a polgármesterre nézvést inkább negatív hatású lehetett, ezért nem törölte el a választás eredményét.
Bő tíz évvel később, 2018. szeptember 30-án újból időközi polgármester-választásra (és képviselő-testületi választásra) került sor Bujákon, ezúttal az előző képviselő-testület önfeloszlatása miatt. A választáson a hivatalban lévő polgármester is elindult, és meg is nyerte azt, közel 83 %-os eredménnyel.

## Gazdaság
A lakosok többsége a mezőgazdaságból él. A Selyemréten faszenet égetnek.
Egykor selyemhernyót is tenyésztettek. Mocsáry Antal 1826-ban, Nógrád vármegyéről kiadott, négykötetes helytörténeti munkájában írja: „Itten van a vármegye részéről a selyembogarak tenyésztése”. Ugyanő megemlékezik a múlt században itt termesztett szőlőből készített jó borról is.

## Népessége
A település népességének változása:
| Lakosok száma | 2187 | 2182 | 2183 | 2128 | 1967 | 1954 | 1918 |
|               | 2013 | 2014 | 2015 | 2021 | 2022 | 2023 | 2024 |

2001-ben a település lakosságának 87%-a magyar, 13%-a cigány nemzetiségűnek vallotta magát.
A 2011-es népszámlálás során a lakosok 88,4%-a magyarnak, 12,4% cigánynak, 0,2% németnek mondta magát (11,6% nem nyilatkozott; a kettős identitások miatt a végösszeg nagyobb lehet 100%-nál). A vallási megoszlás a következő volt: római katolikus 76,5%, református 0,7%, evangélikus 1,3%, felekezeten kívüli 2,4% (18,1% nem nyilatkozott).
2022-ben a lakosság 94,5%-a vallotta magát magyarnak, 12,3% cigánynak, 0,3% németnek, 0,1-0,1% ukránnak, horvátnak, görögnek és bolgárnak, 1,7% egyéb, nem hazai nemzetiségűnek (5,4% nem nyilatkozott; a kettős identitások miatt a végösszeg nagyobb lehet 100%-nál). Vallásuk szerint 68,2% volt római katolikus, 1,6% református, 0,8% evangélikus, 0,5% görög katolikus, 2,1% egyéb keresztény, 0,4% egyéb katolikus, 6,1% felekezeten kívüli (20,2% nem válaszolt).

## Nevezetességei
- Római katolikus templom
- Bujáki vár romjai
- Bujáki népviselet
- Sasbérci kilátó

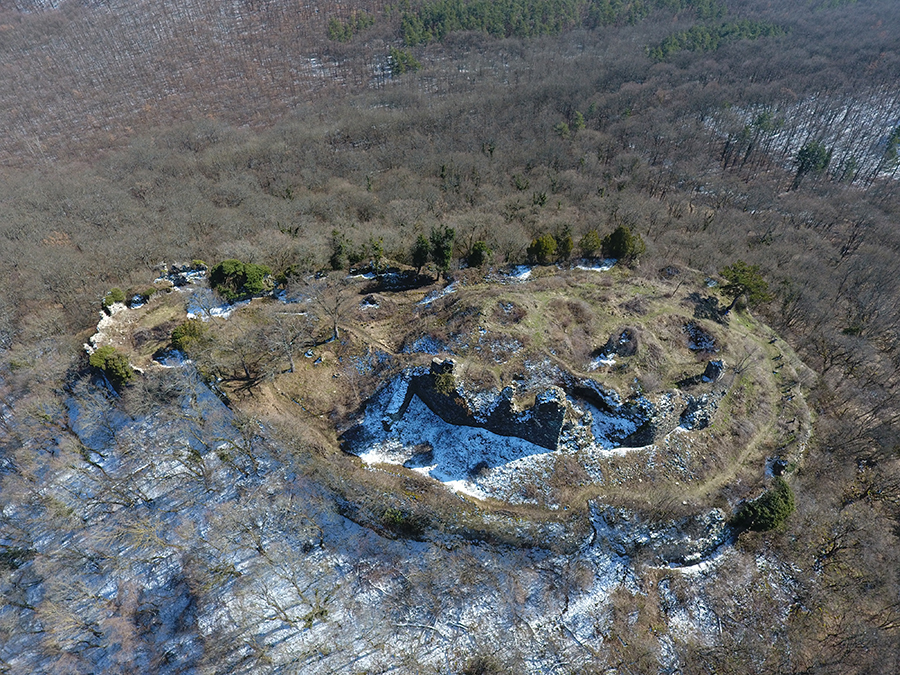
A bujáki vár légi fotón

- Kálvária-hegy, Szent Anna-kápolna (1800 körül)
- Honvéd Üdülő
- Pappenheim-barlang
- Alpesi stílusú kastély – olcsó, de remek szálláshely gyönyörű környezetben.
- Egidius-forrás (az erdő alján, a Selyemrét szélén) – 1943 óta védett, az 1940-es években kőboltozatot emeltek fölé.
- védett tölgyfák (kettő a keselyréti csemetekert előtti tölgyes szélén, a harmadik bent a csemetekertben) – becsült koruk kb. 380 év.
- Az ökológiai tanösvény a környék növényzetét és állatvilágát, az erdő- és vele a vadgazdálkodás céljait, módszereit mutatja be. Útvonala a bujáki művelődési ház és a Sasbérci kilátó között vezet. Áthalad a Kálvária-hegyen; egy leágazása fölvezet a bujáki várhoz.
- Bujáki népviselet - Legfeltűnőbb darabja a térden felül érő ráncolt sok szoknya, ami nem volt mindig ilyen rövid. Az első és a második világháború idején még fél lábszárig ért, ezt követően kezdett rövidülni. A lányok haját a tarkójuknál egy ágba fonják, színes pántlikával díszítik. Ami kimondottan csak a bujáki ruhára jellemző, az a szoknyák alját díszítő nagy fodor.

## Érdekességek
- Glatz Oszkár festőművész szívesen alkotott itt, „Bujáki menyecske korsóval” című képét is itt festette.

## Képek

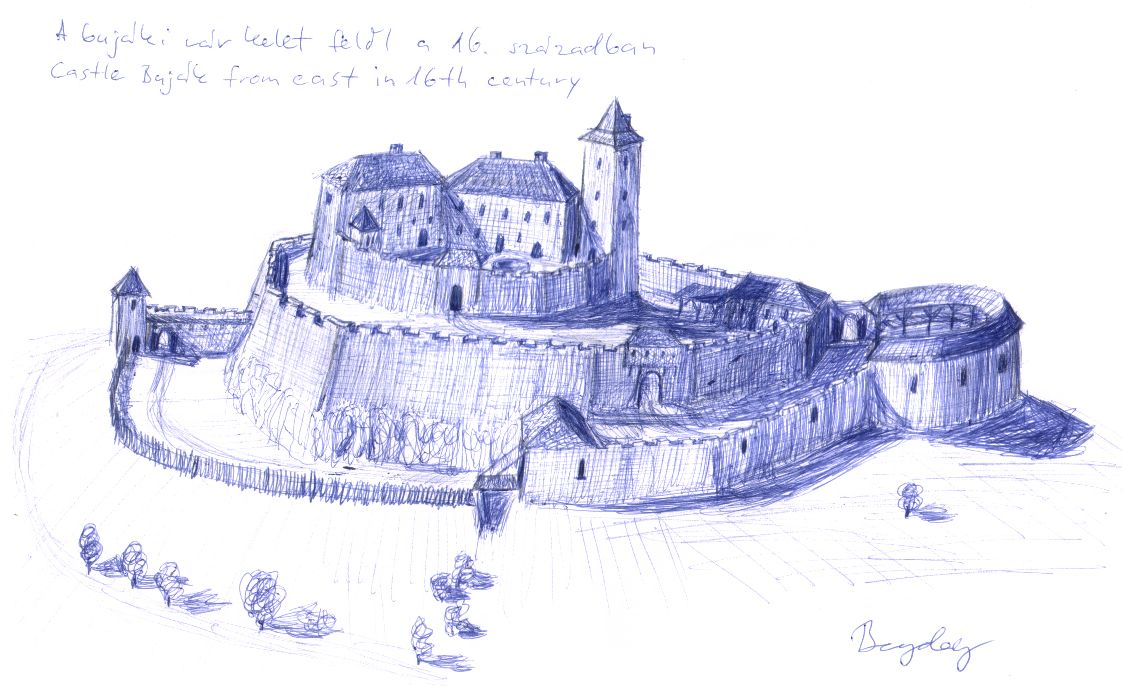
A bujáki vár rekonstrukciós rajza
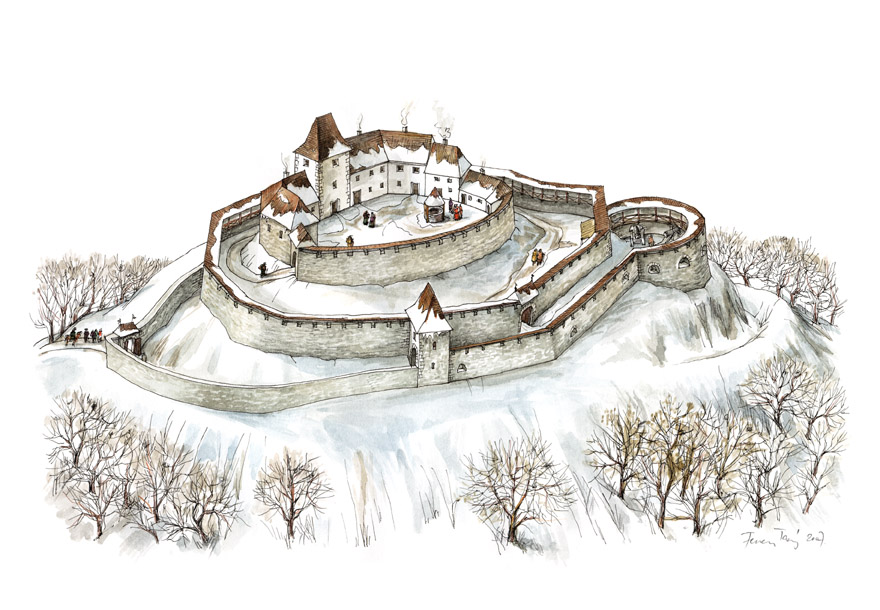
Rekonstrukciós elképzelés a bujáki várról
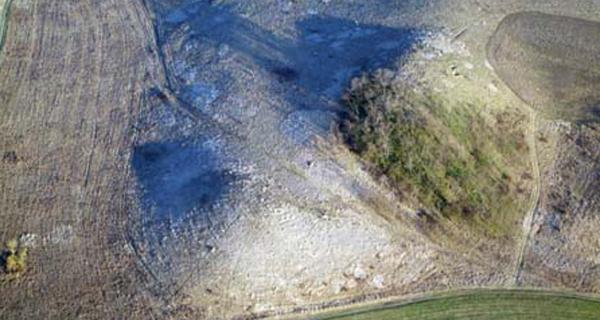
Buják, Tarisznyapart
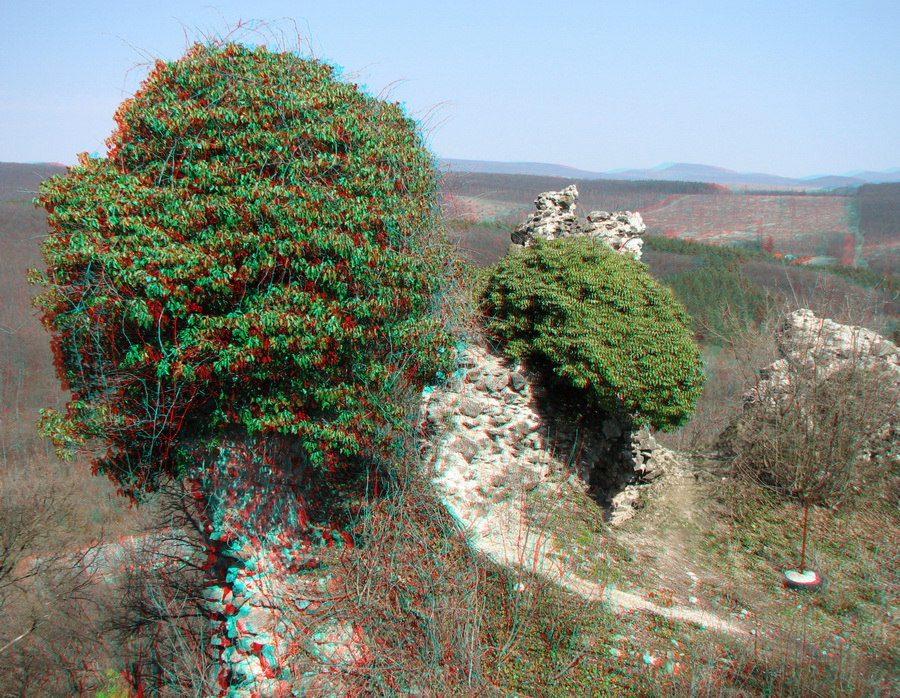
A vár 3D képe
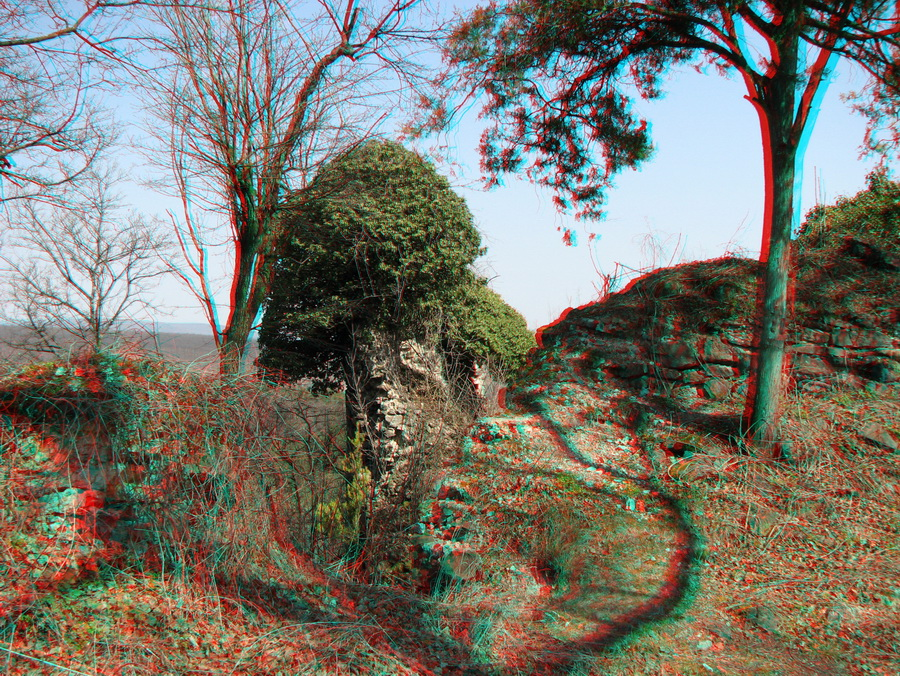
A vár 3D képe